# Ahmed Khamis
Ahmed Khamis (tiếng Ả Rập: أحمد خميس; sinh ngày 16 tháng 11 năm 1985), còn được biết với tên Ahmed, là một cầu thủ bóng đá người Các Tiểu vương quốc Ả Rập Thống nhất. hiện tại thi đấu ở vị trí tiền vệ cho đội bóng tại Arab Gulf League Dibba Al-Fujairah.

## Danh hiệu

### Câu lạc bộ
Al Ain
- Etisalat Emirates Cup: 1

2008–09
- Cúp Chủ tịch UAE: 1

2008–09